# Chaim Michael Dov Weissmandl
Chaim Michael Dov Weissmandl (25. října 1903, Debrecín, Rakousko-Uhersko – 29. listopadu 1957, Mount Kisco, New York) byl ultraortodoxní rabín, který v době druhé světové války aktivně usiloval o záchranu Židů. Jeho tajná Pracovní skupina usilovala o dosažení svých cílů i za pomoci úplatků představitelům Slovenského štátu či nacistům. Weissmandl také dokázal propašovat dopisy nebo telegramy vysoce postaveným lidem, o nichž věřil, že by mohli pomoci pronásledovaným Židům. Jeho dopisy se tak dostaly např. k britskému premiérovi Winstonu Churchillovi, americkému prezidentovi Franklinovi D. Rooseveltovi nebo papeži Piu XII.
Spojence také neúspěšně vyzýval k bombardování železnic vedoucích do koncentračního tábora Osvětim.

## Život
Weissmandl se stal odborníkem na staré manuskripty. V rámci studia navštívil Oxfordskou univerzitu. V Anglii si vybudoval síť kontaktů, které mu později pomohly ve snaze chránit Židy, po anšlusu dokázal např. pro 60 rabínů vyhnaných z Rakouska zajistit britská víza.
Od roku 1942 byl Weissmandl vůdcem tajné „Pracovní skupiny“, jeho nejbližší spolupracovnicí byla sionistka Gisi Fleischmannová. V létě tohoto roku naplánoval podplacení příslušníka SS Dietera Wislicenyho, pracovníka Referátu pro židovské záležitosti na Slovensku. Výměnou požadoval zastavení deportací slovenských Židů do vyhlazovacích táborů. Pracovní skupina Wislicenymu ve dvou splátkách zaplatila 40–50 tisíc dolarů. Deportace skutečně ustaly a Weissmandl a jeho kolegové věřili, že se tak stalo díky úplatku.
Později se tak Weissmandl stal iniciátorem plánu s názvem Europa, jehož cílem bylo zachránit s pomocí úplatků pro vysoce postavené nacistické činitele Židy z celé okupované Evropy. Důrazně, ale bez většího úspěchu, proto apeloval na židovské představitele, aby poskytli větší finanční prostředky na tyto účely.
Na podzim 1944 byl Weissmandl a jeho rodina zařazen do transportu do Osvětimi. Podařilo se mu vyskočit z jedoucího vlaku. Zlomil si přitom nohu, nakonec se mu však podařilo skrýt se v Bratislavě. Díky aktivitám Rudolfa Kastnera se posléze dostal do Švýcarska.
Po válce chtěl Weissmandl přesunout ješivu z Nitry do Palestiny. Se žádostí o přesun ale neuspěl, nakonec ji přemístil do Mount Kisco v USA.

### Rodina
Michael Dov Wiessmandl se poprvé oženil v Trnavě, jeho ženou se stala dcera jeho učitele, rabína Samuela Davida Ungára (1886–1945), posledního představeného původní nitranské ješivy.
Podruhé se oženil po válce v USA; jeho druhou manželkou a matkou jeho dalších dětí se stala Lea Teitelbaumová (1924–2009) z rabínského rodu. Nebyl však spokojen s výsledky své práce a trpěl ztrátou celé rodiny, o kterou přišel za války. Sužovaly jej těžké deprese i srdeční problémy. Zemřel ve věku 54 let.

## Ve filmu
- ŠMOK, Martin; BOK, Petr: Mezi zaslepenými blázny[3]